# Focus (canción de Ariana Grande)
«Focus» es una canción interpretada por la cantante estadounidense Ariana Grande, lanzada el 30 de octubre de 2015 por Republic Records. La canción fue publicada como sencillo en solitario sin pertenecer a ningún álbum debido a algunos problemas con su mánager, después Ariana estaría anunciando «Dangerous Woman» como primer sencillo del álbum con el mismo nombre. El coro cuenta con la colaboración del actor, comediante y cantante Jamie Foxx. La canción no fue incluida en el tracklist original del álbum (salvo únicamente en su versión japonesa) por lo cual lo convierte en un tema independiente de Dangerous Woman.  
Pese a la promoción que se le dio y conseguir masivas reproducciones en la plataforma digital de YouTube la canción no tuvo el recibimiento esperado en cuanto a ventas, se dio reflejado en su rendimiento en la lista de Billboard Hot 100.

## Antecedentes
Después del lanzamiento de su sencillo «One Last Time» de su álbum My Everything, Grande se empezó a concentrar en su gira musical The Honeymoon Tour, meses después, Grande público una foto en Instagram en la que decía Focus on me y empezaron los rumores de que su siguiente sencillo sería llamado así, meses después Grande público de nuevo en Instagram una foto en la que estaba la letra de su nuevo sencillo y empezó a publicar fotos con algunas letras visibles, otras con el look rubio y entre más y más fotos para promocionar el sencillo.

## Publicación
«Focus» salió en plataformas digitales el 29 de octubre junto a su video musical en su cuenta de Vevo. El 20 de noviembre llegó a las 100 millones de visitas, consiguiendo el Vevo Certified antes de cumplir el mes. 
El vídeo cuenta con más de 1021 millones de visitas en YouTube, siendo el séptimo video más visto en el canal de Grande. El video presenta el Samsung Galaxy Note 5.

## Presentaciones
La primera presentación en vivo de Focus fue el 31 de octubre en el Honda Stage en el iHeartRadio Theater LA, también presentó temas de My Everything, «Problem», «Break Free» y «Love Me Harder» también presentó «Tattooed Heart» de Yours Truly y otro tema de éxito «Bang Bang»; además, presentó su sencillo en los American Music Awards 2015. Asimismo, la canción fue interpretada por primera vez en gira en 2017, formando parte del repertorio del concierto en Estocolmo durante el Dangerous Woman Tour.

## Lista de sencillos
- CD Maxi Sencillo (Japan-only)[5]

1. «Focus»
2. «Focus» (Karaoke version)
3. "アリアナから日本語メッセージ" («Mensaje en japonés de Ariana» en inglés)

- Descarga Digital[6]

1. «Focus» – 3:31

## Formatos de lanzamiento
El sencillo en formato maxisencillo japonés incluye:
Edición Regular
- Un disco (CD sencillo)
- Un mini-calendario
- Un mini-póster

Edición Deluxe/Limited
- Un disco (CD sencillo)
- Un póster
- Una libreta de tamaño pequeño

## Posicionamiento
| Lista (2015-16)                          | Mejor posición |
| ---------------------------------------- | -------------- |
| Argentina (Los 40 Principales)           | 1              |
| Australia (ARIA)                         | 10             |
| Austria (Ö3 Austria Top 40)              | 9              |
| Bélgica (Flandes) (Ultratop 50)          | 14             |
| Bélgica (Valonia) (Ultratop 50)          | 33             |
| Canadá (Canadian Hot 100)                | 8              |
| Canadá CHR/Top 40 (Billboard)            | 11             |
| Canadá Hot AC (Billboard)                | 23             |
| Colombia (Los 40 Principales)            | 20             |
| República Checa (Rádio Top 100)          | 41             |
| Dinamarca (Tracklisten)                  | 30             |
| Francia (SNEP)                           | 29             |
| Alemania (Media Control AG)              | 18             |
| Grecia Digital Songs (Billboard)         | 2              |
| Hungría (Single Top 40)                  | 12             |
| Irlanda (IRMA)                           | 14             |
| Israel (Media Forest)                    | 4              |
| Italia (FIMI)                            | 8              |
| Japón (Japan Hot 100)                    | 19             |
| México (AMPROFON)                        | 11             |
| Países Bajos (Dutch Top 40)              | 7              |
| Países Bajos (Mega Single Top 100)       | 9              |
| Nueva Zelanda (Recorded Music NZ)        | 16             |
| Noruega (VG-lista)                       | 20             |
| Escocia (Scottish Singles Sales Chart)   | 7              |
| Eslovaquia (Rádio Top 100)               | 69             |
| Corea del Sur (Gaon International Chart) | 10             |
| España (Top 100 Canciones)               | 4              |
| Suecia (Sverigetopplistan)               | 14             |
| Suiza (Schweizer Hitparade)              | 16             |
| Reino Unido (UK Singles Chart)           | 10             |
| Estados Unidos (Billboard Hot 100)       | 7              |
| Estados Unidos (Adult Top 40)            | 38             |
| Estados Unidos (Hot Dance Club Songs)    | 24             |
| Estados Unidos (Mainstream Top 40)       | 13             |
| Venezuela (English Record Report)        | 13             |
| Venezuela (Pop Record Report)            | 25             |

## Certificaciones
| País | Organismo certificador | Certificación | Ventas certificadas | Ref.          |
| --- | ---------------------- | ------------- | ------------------- | ------------- |
| Australia | ARIA                   | Platino       | 70 000              | [ 45 ]        |
| Brasil | ABPD                   | Diamante      | 160 000             | [ 46 ]        |
| Canadá | MC                     | Oro           | 40 000              | [ 47 ]        |
| España | PROMUSICAE             | Oro           | 20 000              | [ 48 ]        |
| Estados Unidos | RIAA                   | Platino       | 1 000               | [ 49 ] [ 50 ] |
| Italia | FIMI                   | Platino       | 50 000              | [ 51 ]        |
| Polonia | ZPAV                   | 2× Platino    | 40 000              | [ 52 ]        |
| Reino Unido | BPI                    | Plata         | 275 000             | [ 53 ]        |
| Suecia | GLF                    | Platino       | 40 000              | [ 54 ]        |
| Las ventas y certificaciones pueden tener en ciertos casos una modificación como resultado de la recopilación entre ventas/stream estipuladas por cada país. |                        |               |                     |               |

## Radio y fecha de lanzamiento
| Región         | Fecha                  | Formato                                  | Discográfica    | Número de Catálogo | Ref.   |
| -------------- | ---------------------- | ---------------------------------------- | --------------- | ------------------ | ------ |
| Reino Unido    | 30 de octubre de 2015  | Descarga digital                         | Republic        | —                  | [ 6 ]  |
| Estados Unidos | 2 de noviembre de 2015 | Hot adult contemporary radio             | Republic        | —                  | [ 55 ] |
| Estados Unidos | 3 de noviembre de 2015 | Hit Contemporáneo de la Radio            | Republic        | —                  | [ 56 ] |
| Italia         | 6 de noviembre de 2015 | Hit Contemporáneo de la Radio            | Universal Music | —                  | [ 57 ] |
| Japón          | 4 de diciembre de 2015 | CD Maxisencillo (Regular Edition)        | Universal Music | UICU-5016          | [ 5 ]  |
| Japón          | 4 de diciembre de 2015 | CD Maxisencillo (Deluxe/Limited Edition) | Universal Music | UICU-9081          | [ 7 ]  |